# Faust (dramat Johanna Wolfganga von Goethego)

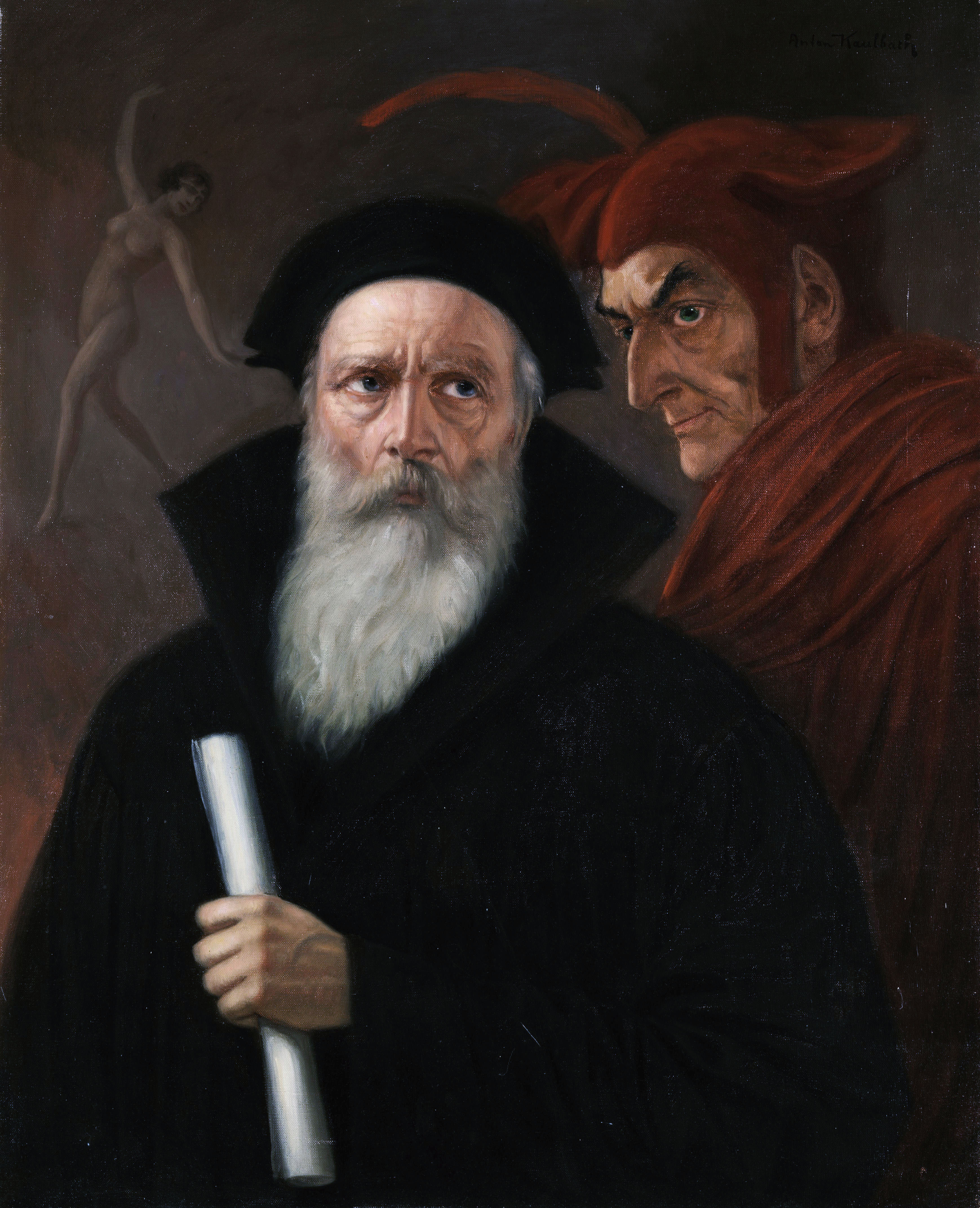
Anton Kaulbach: "Faust & Mephisto"

Faust – dramat Johanna Wolfganga von Goethego w dwóch częściach, napisany w latach 1773–1832, wydany w całości dopiero po śmierci autora w 1833. Zawiera blisko 12 tysięcy wersów, dlatego uważany jest za dzieło niesceniczne. Uznaje się go za najwybitniejsze dzieło Goethego i syntezę jego poglądów. Tematem utworu jest zakład Boga z Mefistofelesem o duszę tytułowego doktora Fausta. Faust ma ją oddać diabłu, gdy zasmakuje pełni szczęścia i wypowie słowa: trwaj chwilo, jesteś piękna.

## Pierwowzór bohatera
Pierwowzorem postaci Fausta był Johann Georg Faust (ok. 1480–1540) – niemiecki alchemik, astrolog i wędrowny naukowiec, autor traktatu alchemicznego Zmuszenie piekła. Jego czarna legenda narodziła się w 1587 po wydaniu książki Geschichte von Dr. Johann Fausten, dem weitteschreyten Zauberer und Schwarzkünstler (Historia doktora Johanna Fausta, słynnego czarnoksiężnika i mistrza czarnej magii). Fausta przedstawiono w niej jako bezbożnika, który – by posiąść wiedzę – podpisał pakt z Mefistofelesem, ale diabeł skręcił mu kark i zabrał jego duszę do piekła. Od tego czasu Faust stał się symbolem człowieka, który zawiera pakt z szatanem, aby poznać tajemnicę istnienia.
Na kształt literackiego Fausta wpłynęła także postać renesansowego maga Henryka Korneliusza Agryppy. W utworze Faust nazywany jest przez Małgorzatę Henrykiem.

## Prace nadFaustem
Prace nad Faustem Goethe rozpoczął w latach 1773–1774, do czego zainspirowała go m.in. wizyta w słynnej Piwnicy Auerbacha w Lipsku (pojawia się ona w pierwszej części dramatu). Ta pierwotna wersja dramatu znana jest jako tzw. Prafaust (Urfaust).
Około 1794 roku, pod wpływem Friedricha Schillera, Goethe powrócił do tematu i zajął się dokończeniem części pierwszej. Z tego okresu pochodzi m.in. wiersz Przypisanie, Prolog w teatrze i Prolog w niebie. Cała część pierwsza ukazała się drukiem w 1808.
Około 1829 pisarz zaczął pracować nad drugą częścią dramatu, którą tworzył do końca swego życia. Goethe zapieczętował rękopis drugiej części, który miał – zgodnie z wolą poety – ukazać się dopiero po jego śmierci. Ostatecznie cały dramat został wydany drukiem w 1833.

## Muzyczne opracowaniaFausta
- Antoni Radziwiłł – opera Faust (1808-31).
- Louis Spohr – opera Faust (1813)
- Gaetano Donizetti – opera Fausta (1831)
- Louise Bertin – opera Fausto (1831)
- Adolphe Adam – balet Faust (1832)
- Richard Wagner – Uwertura Faustowska (1844)
- Hector Berlioz – Sceny z Fausta (1829), Potępienie Fausta (1846), oba na głosy solowe, chór i orkiestrę
- Robert Schumann – Sceny z Fausta Goethego na głosy solowe, chór i orkiestrę (1853)
- Ferenc Liszt – Symfonia Faustowska (1857)
- Charles Gounod – opera Faust (1859; w Niemczech wystawiana jako Małgorzata)
- Arrigo Boito – opera Mefistofeles (1868)
- Anton Rubinstein – uwertura Faust (1864)
- Gustav Mahler – II część VIII Symfonii na głosy i orkiestrę (1906)

Faust i Mefistofeles występują w operze Ognisty anioł Siergieja Prokofjewa.

## Inspiracje literackieFausta
Do Fausta nawiązuje wiele utworów literackich, m.in. powieści Thomasa Manna Doktor Faustus i Czarodziejska góra oraz powieść Harry’ego Mulischa Odkrycie nieba.
Cytat z Fausta posłużył jako motto powieści Michaiła Bułhakowa, Mistrz i Małgorzata.